# Kanō Sanraku
En aquest nom japonès, el cognom és Kanō.
Kanō Sanraku, el veritable nom del qual era Kanō Mitsuyori, i era sobrenomenat Heizō o Shuri, va ser un pintor japonès de l'Escola Kano que va pintar sota el nom artístic de Sanraku. Va néixer a Omi, Prefectura de Shiga el 1559 i va morir el 30 de setembre de 1635.

## Biografia
Fill del pintor Kimara Nagamitsu, va ser adoptat pel seu mestre, Kano Eitoku (1543-1590), del que va ser el deixeble favorit. A la mort de Mitsunobu, fill major de Kano Eitoku, el 1608, està al costat de Kanō Sadanobu (1597-1623) al capdavant del taller familiar i és, sens dubte, l'artista que millor il·lustra la segona part de l'època Momoyama, a Kyoto.
Fill de guerrer, serveix de page al Shōgun Toyotomi Hideyoshi qui, adonant-se del seu talent, ho posa en aprenentatge amb Kano Eitoku. Sanraku continuarà beneficiant-se de l'empar de Hideyoshi, sobretot després de la mort d'Eitoku, i el 1592 se l'encarrega la decoració del castell de Momoyama.
Quan la família Kanō s'instal·la a Edo, nou centre del poder, Sankaru roman a Kyoto i els seus descendents asseguren després d'ell la continuïtat del seu taller sota el nom de Kyō- Kanō, «família Kanō de Kyoto». Han arribat nombroses obres de Sanraku, des de tintes en estil cursiu a grans composicions decoratives en colors, de paisatges delicats a escenes històriques xineses, mostrant tota l'extensió del seu talent i la seguretat de la seva tècnica. Les obres de Sanraku s'adiuen amb la contundent qualitat de Momoyama i amb la tranquil·la representació de la natura, i que tenen un ús més refinat de color típic del període Edo.
Cap a 1620 treballa en les exquisides pintures murals de dos edificis del monestir Daitoku-ji de Kyoto, on es troben paisatges i els pins amb falcons monocroms, inscrits en la tradició Kanō, inaugurada per Motonobu (1476-1559). La seva tendència a l'estilització del traç arriba a l'extrem en les composicions del santuari Tenkyû-in, en el temple zen Myōshin-ji de Kyoto, executades per Sanraku i el seu fill adoptiu Sansetsu (1590-1651) entre 1631 i 1635, just abans de la defunció del pintor.
Els colors han guardat tota la seva frescor, ja sigui en les pintures dels tigres de les sales centrals, en les enredaderas florides de bambú de la sala est o les pruneres i els ocells de la sala oest. Gran part del conjunt es deu a Sansetsu; no obstant això, la delicada sensibilitat de Sanraku es deixa veure en el savi càlcul del ritme, l'aspecte gairebé geomètric de les roques i de l'arbre tort, proper a una bellesa estàtica, fins i tot abstracta. Dona solta al seu talent dissenyador en un paravent de l'antic palau de Chūkyō, actualment conservat en el Museu Nacional de Tòquio.

## Galeria

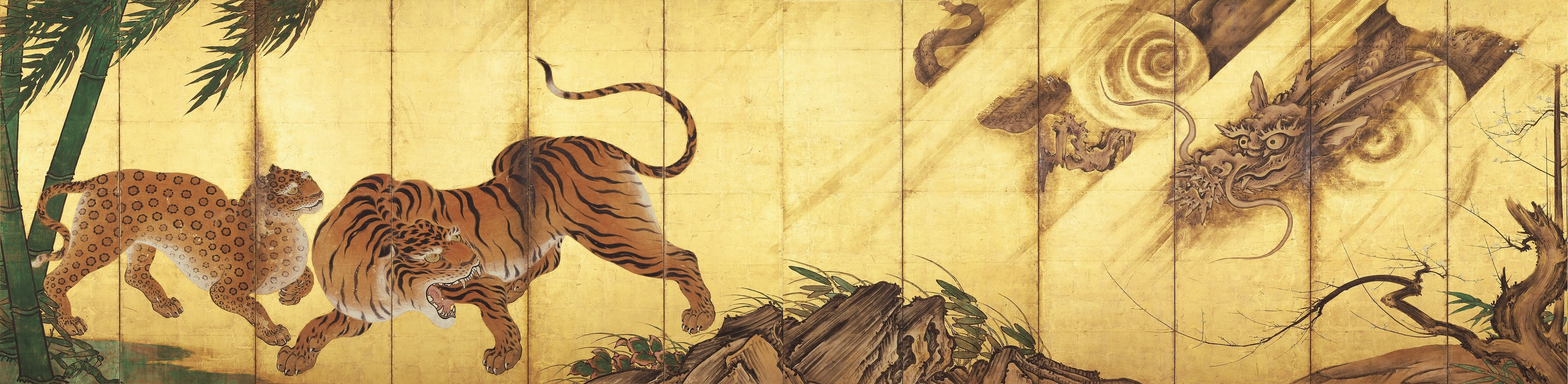
Tigres i dracs.
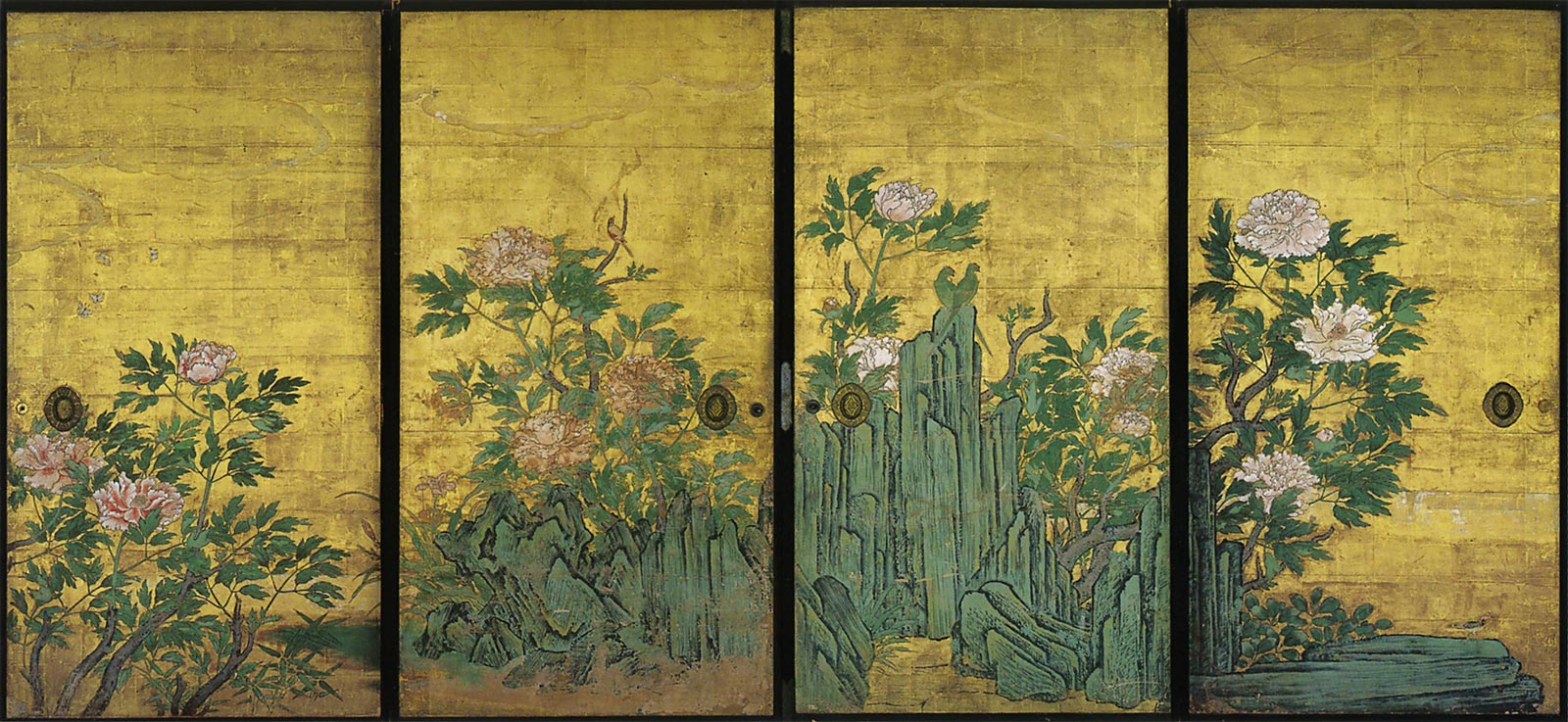
Peonía sobre paravent.
Peonía sobre paravent.
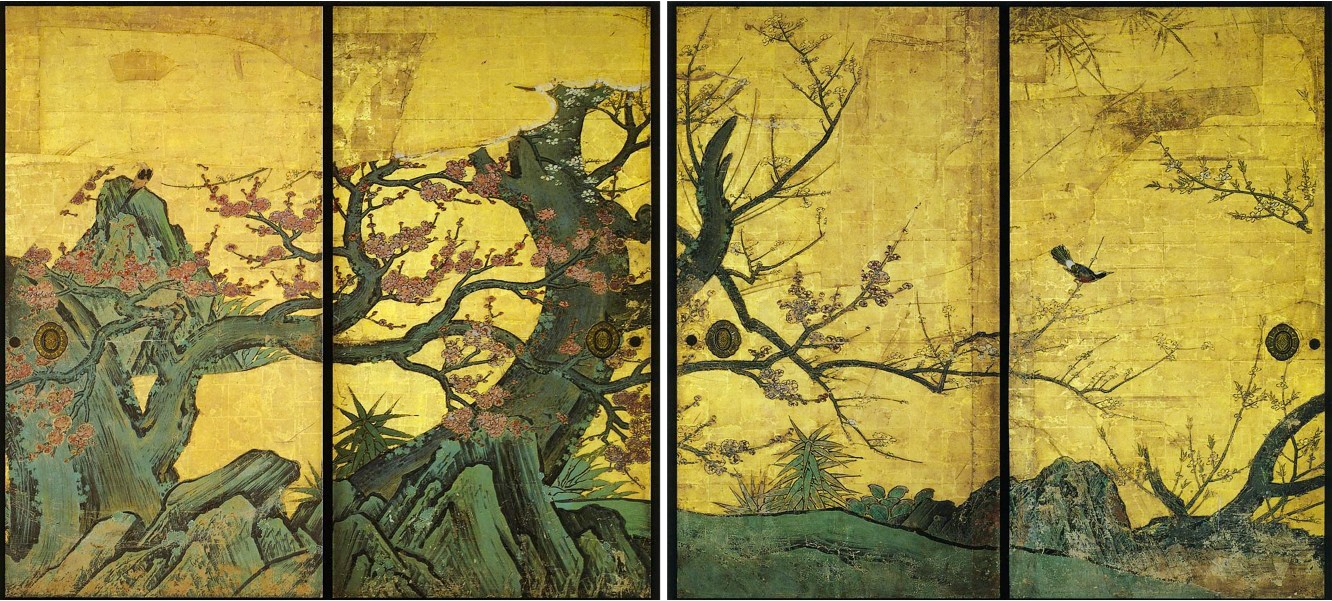
Prunera sobre paravent.